# 埃利安娜·鲁巴什金
埃利安娜·鲁巴什金（英語：Eliana Rubashkyn，1988年6月25日—）是一名出生在哥倫比亞的新西蘭居民，根據國際法律承認為女性，未經過性別轉換手術，雖然她是醫學上的兩性。 鲁巴什金是藥劑師，化學家，多語種，人權和性別倡導者。
聯合國1951年“難民地位公約”承認鲁巴什金的性別。 由於她的性別身份和護照照片之間缺乏一致性，導致她在被拘留在香港國際機場之後遭受虐待，引起了國際媒體和法律界的注意。

## 資料來源
1. ↑  . CNN International.   [2014-09-05]. （原始内容存档于2019-05-17）.
2. ↑  Human Rights Campaign 2014. .   [2017-11-18]. （原始内容存档于2014-10-06）.
3. ↑  . Apple Daily Hong Kong.   [2014-01-02]. （原始内容存档于2017-10-16）.